# Emigrant Wilderness

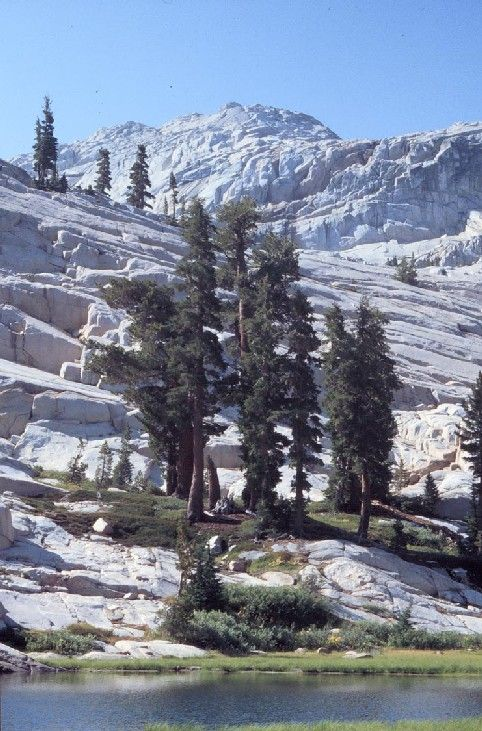
Vista de uma Tsuga mertensiana na Emigrant Wilderness.

A Emigrant Wilderness é uma floresta virgem localizada nas montanhas da Sierra Nevada, Califórnia, EUA. Faz fronteira com o Parque Nacional de Yosemite a sul, a Floresta Nacional de Toiyabe a este, e a California State Route 108 a norte. 